# Saint-Sulpice-et-Cameyrac
Saint-Sulpice-et-Cameyrac är en kommun i departementet Gironde i regionen Nouvelle-Aquitaine i sydvästra Frankrike. Kommunen ligger i kantonen Carbon-Blanc som tillhör arrondissementet Bordeaux. År 2022 hade Saint-Sulpice-et-Cameyrac 4 879 invånare.

## Befolkningsutveckling
Antalet invånare i kommunen Saint-Sulpice-et-Cameyrac
Referens:INSEE